# Anni Heiligendorff

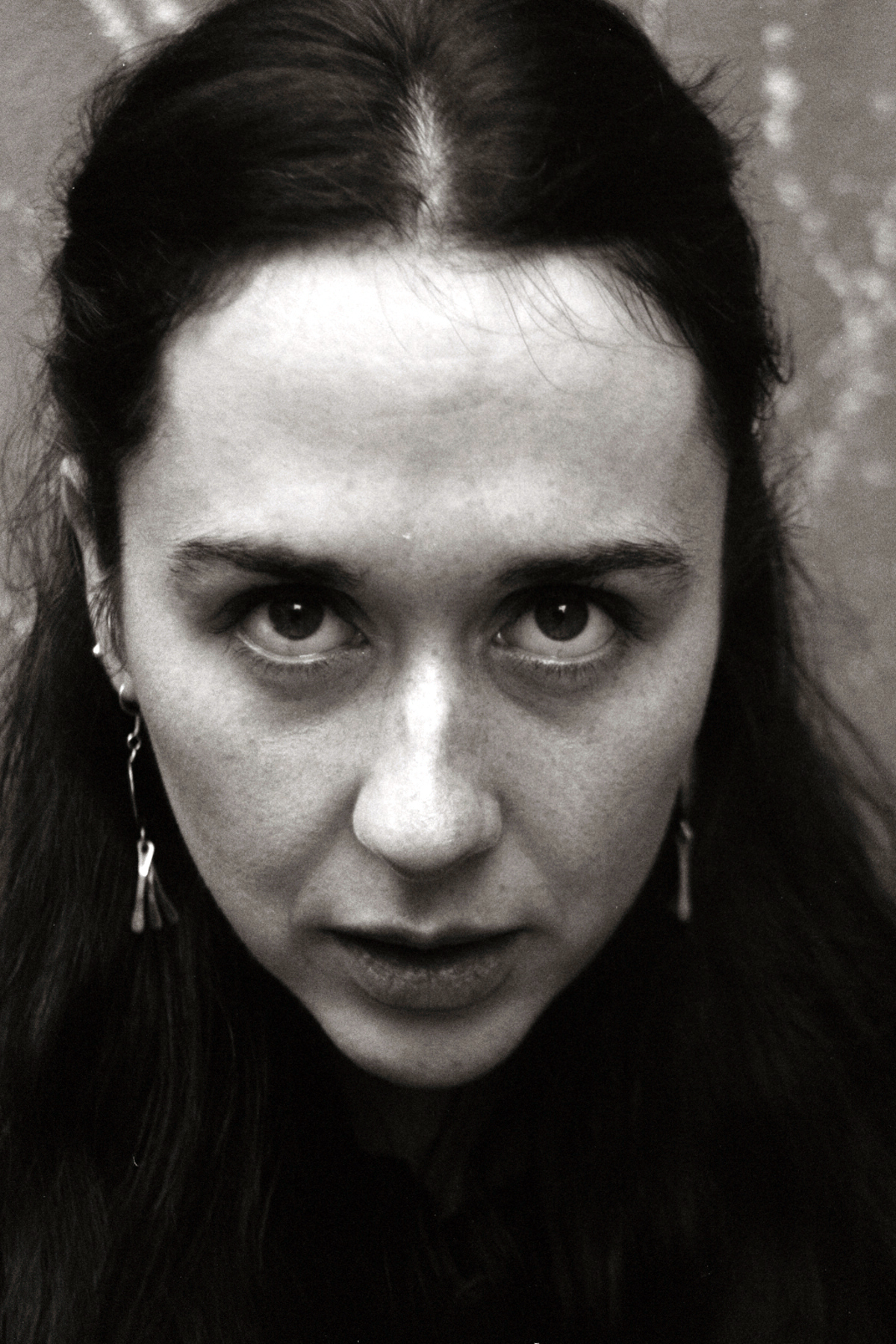
Anni Heiligendorff (2023)

Anni Heiligendorff (* 24. Juli 1990 in Lahnstein) ist eine deutsche Schauspielerin.

## Leben
Anni Heiligendorff
debütierte 2019 an den Burgfestspielen Lahnstein in Der Glöckner von Notre Dame als Büßerin im Rattenloch.
Es folgte ein Engagement an der Städtischen Bühne Lahnstein. 

## Theater (Auswahl)
- 2022/2023: Der Himmel auf Erden als Hansi Adlgasser (Städtischen Bühne Lahnstein)[2]